# Голи пиштољ (филм из 2025)
Голи пиштољ (енгл. The Naked Gun) је амерички акциони хумористички филм из 2025. године, режисера Акиве Шејфера, који је и написао сценарио заједно са Деном Грегором и Дагом Мендом, према причи Сета Макфарлана. Самостални је наставак филма Голи пиштољ 3 (1994) и четврти је филм у истоименој франшизи. Главне улоге тумаче Лијам Нисон, Памела Андерсон, Пол Волтер Хаузен, Кевин Дјуранд и Дени Хјустон. Радња прати сина поручника Френка Дребина, који мора да настави очевим стопама како би спречио затварање полицијског одреда.
Филм је премијерно приказан 28. јула 2025. у Њујорку, док је у америчким биоскопима изашао 1. августа исте године. Наишао је на позитивне рецензије критичара, који су нарочито похвалили режију, глуму, хумор, сценарио и веродостојност оригиналном серијалу.

## Радња
Радња прати сина поручника Френка Дребина, који мора да настави очевим стопама како би спречио затварање полицијског одреда.

## Улоге
| Глумац            | Улога                  |
| ----------------- | ---------------------- |
| Лијам Нисон       | Френк Дребин Млађи     |
| Памела Андерсон   | Бет Давенпорт          |
| Пол Волтер Хаузен | капетан Ед Хокен Млађи |
| Кевин Дјуранд     | Сиг Густафсон          |
| Дени Хјустон      | Ричард Кејн            |
| Лајза Коши        | детективка Барнс       |
| Коди Роудс        | бармен                 |
| Си-Си-Ејч Паундер | шефица Дејвис          |
| Баста Рајмс       | пљачкаш банке          |
| Мајкл Биспинг     | самог себе             |
| Еди Ју            | детектив Парк          |
| Мозес Џоунс       | Нордберг Млађи         |
| Вирд Ал Јанковик  | самог себе             |
| Дејв Батиста      | самог себе             |
| Присила Пресли    | Џејн Спенсер-Дребин    |